# أليشر رحيموف
أليشر رحيموف (مواليد 23 أكتوبر 1977) هو ملاكم أوزباكستاني، مثّل بلاده في الألعاب الأولمبية الصيفية 2000.

## روابط خارجية
أليشر رحيموف على موقع بوكس ريك (الإنجليزية) (registration required)
- أليشر رحيموف على موقع اللجنة الأولمبية الدولية (الإنجليزية)
- أليشر رحيموف على موقع أوليمبيديا (الإنجليزية)